# Flint (Michigan)
 For alternative betydninger, se Flint (flertydig). (Se også artikler, som begynder med Flint)
Flint er en amerikansk by i delstaten Michigan i USA. Det er den største by og administrativt centrum i det amerikanske county Genesee County. Byen har et indbyggertal på 81.252 (2020) indbyggere.

## Ekstern henvisning
- Muskegons hjemmeside (engelsk)